# Anastrepha grandicula
Anastrepha grandicula är en tvåvingeart som beskrevs av Allen L.Norrbom 1991. Anastrepha grandicula ingår i släktet Anastrepha och familjen borrflugor. Inga underarter finns listade i Catalogue of Life.